# Lowlands 2001
Lowlands 2001 (voluit: A Campingflight to Lowlands Paradise) werd van 24 tot 26 augustus 2001 gehouden in Biddinghuizen. Het was de 9e editie van het Lowlandsfestival. Met 57.500 verkochte kaarten werd het bezoekersrecord van 57.000 (Lowlands 2000) gebroken.

## Artiesten
| - ...And You Will Know Us By The Trail Of Dead - 16 Down - 3 Doors Down - Afro Celt Sound System - After Forever - Amsterdam Klezmer Band - Anouk - Antibalas Afrobeat Orchestra - Anyone - Ash - The Avalanches - Badmarsh & Shri featuring UK Apache - Bakeliet Sound System - The Bays - Beef - Beulah - Billy Nasty - Frank Black - Boy Hits Car - Brainpower - Carlito - Code Red - Coparck - D.A.A.U. - Ellen ten Damme - Danny Malando & New Cool Collective - De Gemene Mixmeesters - Delinquent Habits - DI-RECT - DJ Assault - Dj L-Dopa - DJ St. Paul - DJ Wizard - DJ Zero One - The Dollybirds - The Donnas - Dreadzone - Dropkick Murphys - Easy Aloha's - Eels | - El Tattoo Del Tigre - Electric Puha - Esta - Fear Factory - Fireside - The Fucking Dewaele Brothers - Gwenmars - De Heideroosjes - The High Fidelity - The Hives - Hooverphonic - I Am Kloot - I4E - Ignite - Incense - Jack Drag Johan - John Acquaviva - Kluster - Kosheen - Laïs - Lady Aïda - Le Funkubine - Less Than Jake - Live - The Living End - Loco Loco Disco Show - Luie Hond - Madrugada - Manu Chao - Martin Morales - Tom McRae - Michael Franti & Spearhead - Mimezine - Mimmo Siclari ed i Cantori di Malavita - Mo Solid Gold - Mogwai - Muse - My Vitriol - Nelly Furtado - P.A.L. | - Peatbog Faeries - Phuture 303 - Placebo - Powderfinger - The Prodigy - The Proov - Pulp - Radar & Double J - Reel Big Fish - Relax - Remy - Rosemary's Sons - Seedling - Sergent Garcia - Shinedoe - Side FX - Sidestepper - Simon Emmerson - Slam - Solex - Spineshank - Spooks - Stanton Warriors - Starsailor - Stone Temple Pilots - Superheroes - System Of A Down - Tanzwut - Thee J Johanz - TLM - Tricky - The Undeclinables - United Sounds Soundsystem - Wealthy Beggar - X-Press - Yat-Kha - Zebrahead - Zero 7 - Zita Swoon - Zoot Woman |

1967 · 1968 · 1993 · 1994 · 1995 · 1996 · 1997 · 1998 · 1999 · 2000 · 2001 · 2002 · 2003 · 2004 · 2005 · 2006 · 2007 · 2008 · 2009 · 2010 · 2011 · 2012 · 2013 · 2014 · 2015 · 2016 · 2017 · 2018 · 2019 · 2020 · 2021 · 2022 · 2023 · 2024